# 杜塞尔多夫机场车站
杜塞尔多夫机场车站（德語：Bahnhof Düsseldorf Flughafen）是德国北莱茵-威斯特法伦州首府杜塞尔多夫市内的两座长途车站之一，自2000年起投入运营。车站坐落在已升级至200km/h的科隆－杜伊斯堡铁路上，它同时还担负邻城拉廷根的长途运输联结功能。
与办理城市快铁业务的航站楼车站一样，机场车站也是位于杜塞尔多夫机场的两座铁路车站之一。无人驾驶的高架悬挂列车“SkyTrain”提供车站大楼至各航站楼之间的接驳服务（停靠：机场车站、P4停车场、A/B航站楼、C航站楼）。
在工作日期间，车站日均发送长途列车约40班次（截至2014年）。

## 方位
车站位于杜塞尔多夫机场的东北缘，从航站楼至拉廷根的地界约为2.5公里。距离该站最近的长途或区域车站是在同一铁路线上以南8公里处的杜塞尔多夫火车总站以及以北16公里处的杜伊斯堡火车总站。而距离该站最近的莱茵-鲁尔城市快铁车站则是杜塞尔多夫-下拉特车站和安格蒙德站，机场以北的卡尔库姆乘降所（Haltepunkt Kalkum）已在机场车站投入运营后被关闭。
杜塞尔多夫机场车站的月台可一直延伸至机场起降跑道的下跨道。

## 历史
杜塞尔多夫机场自1975年起便通过一座城市快铁车站与铁路网络相连。
随后，将这座当时德国第二大机场纳入德国联邦铁路的长途运输网络版图亦被认为是重要的任务。根据1992年末制定的规划阶段，车站应在1996年形成。车站应当是机场航站楼基础设施的一部分，其建造成本估计约为3.6亿德国马克。该工程除了联邦铁路及莱茵-鲁尔交通集团外，机场运营公司及其业主（北莱茵-威斯特法伦州）以及杜塞尔多夫市均有参与。
2000年5月26日，总理格哈特·施羅德和北莱茵-威斯特法伦州州长沃尔夫冈·克莱门特出席了车站的落成典礼。随后，车站于同年5月28日正式投入运营。初期每日最多有约270班列车在该站到发，当中包括城际快车（ICE）、区际列车（IR）和城市快铁列车（S-Bahn）。机场方面期望利用铁路抵达的飞行乘客比例从18%增加至30%。
关于建设工程的费用存在有各种不同的版本，分别是1.25亿马克、1.5亿马克和1.5亿欧元。而根据另一项报告显示，由北莱茵-威斯特法伦州和德国铁路提供的资金合共近1.5亿马克。
在车站运营初期，飞机乘客需要搭乘接驳巴士抵达各个航站楼，其耗时长达12分钟。直至2002年7月1日，空中列车“SkyTrain”投入运行。这条2.5公里长的车行道构造物和23米高的线路是与多特蒙德的相类似。在列车的调试因软件问题推迟了一年后，使得列车在前两周内仅对公众开放了六次。随后，列车于2002年8月26日正式投入定期运营。

## 运营

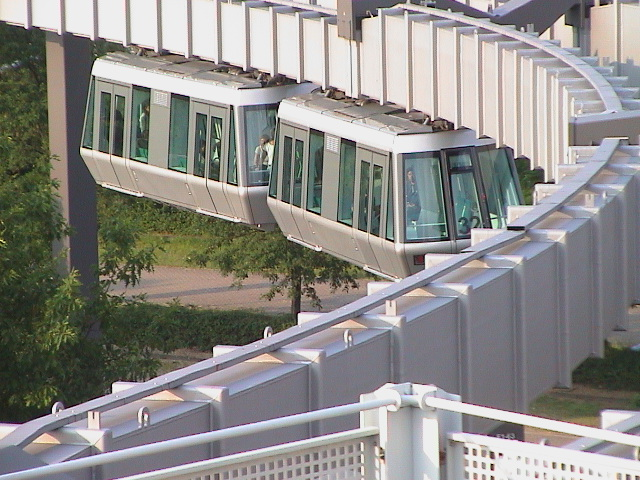
Skytrain

每日在车站到发的列车高达300班次。这个铁路设施在整体上的运营通常会被视为一座车站，然而实际上它是两个独立运营的单位，只是共享6条轨道和相同的车站大楼：
位于长途铁路旁的杜塞尔多夫机场车站（在德国车站营运点目录中的缩写为KDFF）拥有两条到发线，并在这之间还有各有一条方向相反的越行线。这些连续性的主线轨道可使列车保持200km/h的速度不停站通过。北向长途轨道的月台同时也是车站的东出入口，这里设有适用于行人及自行车的平层通道一直连接至阿伦广场（Ahrensplatz）。
位于城市快铁线路旁的杜塞尔多夫机场航站楼车站（缩写为KDFFH）拥有另外两条到发线。在这里，北向的快铁轨道是通过一个岛式月台与南向的快铁轨道分开。南向的快铁轨道在月台投入使用的第一年还可通过一条机走线与车站南部的道岔相连。如今这条轨道已被拆除，月台的西侧现在是一个安全门，这里同样设有适用于行人及自行车的平层通道。

## 交通连结

### 长途运输
在铁路长途客运中，车站可为城际快车及城际列车（IC）等类别的列车提供服务。然而，并非所有在这一线路上运行的长途列车都会停靠杜塞尔多夫机场车站。此外自2012年12月起，每日一班、连接巴黎至埃森的大力士高速列车（Thalys）也会在途中经停该站。
当前，共有4条城际快车线路及1条城际列车线路会在该站到发：
| 线路   | 走向 | 频率      |
| ------ | --- | --------- |
| ICE 10 | 柏林健康泉 － 柏林 － 汉诺威 － 比勒费尔德 － 哈姆 － 多特蒙德 － 埃森 － 杜伊斯堡 － 杜塞尔多夫机场 － 杜塞尔多夫 (－ 科隆展会/道依茨 － 科隆/波恩机场)            | 每小时1班 |
| THA 80 | 巴黎北 － 布鲁塞尔南 － 列日-吉耶曼 － 亚琛 － 科隆 － 杜塞尔多夫 － 杜塞尔多夫机场 － 杜伊斯堡 － 埃森 － 多特蒙德                                                 | 个别班次  |
| IC 35  | 科隆 － 杜塞尔多夫 － 杜塞尔多夫机场 － 杜伊斯堡 － 盖尔森基兴 － 明斯特 － 赖内 － 埃姆登 － 诺尔德代希防波堤                                                      | 个别班次  |
| IC 50  | 耶拿-戈施维茨 / 哈勒 － 魏玛 － 埃尔福特 － 艾森纳赫 － 贝布拉 － 卡塞尔-威廉山 － 帕德博恩 － 哈姆 － 多特蒙德 － 埃森 － 杜伊斯堡 － 杜塞尔多夫机场 － 杜塞尔多夫 | 个别班次  |

在车站投入运营初期，车站每个工作日平均约有53班列车停靠。至2014年，平均每日在此停靠的长途列车为40班。

### 区域运输
在铁路短途客运方面，有多条区域快车（RE）线路，以及莱茵-鲁尔城市快铁开行各一条区域列车（RB）和S-bahn线路均行经该站。大部分的短途列车会停靠在快铁月台，只有RE1、RE5和RE35（高峰时段这仅为个别班次）是停靠长途月台。
| 线路       | 走向 | 频率   |
| ---------- | --- | ------ |
| RE 1       | 北威快线： 亚琛总站 － 亚琛-罗特埃尔德 － 艾伦多夫（仅加密班次） － 施托尔贝格总站 － 埃施韦勒总站 － 朗格韦厄 － 迪伦 － 霍勒姆 － 科隆-埃伦费尔德 － 科隆总站 － 科隆展会/多伊茨 － 科隆-米尔海姆 － 勒沃库森中心 － 杜塞尔多夫-本拉特 － 杜塞尔多夫总站 － 杜塞尔多夫机场 － 杜伊斯堡总站 － 米尔海姆总站 － 埃森总站 － 瓦滕沙伊德 － 波鸿总站 － 多特蒙德总站 － 多特蒙德-沙恩霍斯特（非1小时间隔，在诺德别格换向） － 多特蒙德-库尔 － 卡门-梅特勒（仅高峰时段） － 卡门 － 诺德别格（非每小时间隔，在多特蒙德-沙恩霍斯特换向） － 哈姆 数据截至2019年12月调图 | 60分钟 |
| RE 2       | 莱茵-哈德快线： 奥斯纳布吕克总站 － 哈斯贝尔根 － 纳特鲁普-哈根（两小时间隔） － 伦格里希 － 卡滕芬讷（两小时间隔） － 东贝费恩 － 西贝费恩 － 明斯特总站 － 迪尔门 － 哈尔滕 － 雷克灵豪森总站 － 万讷-埃克尔总站 － 盖尔森基兴总站 － 盖尔森基兴总站 － 埃森总站 － 米尔海姆总站 － 杜伊斯堡总站 － 杜塞尔多夫机场 － 杜塞尔多夫总站 数据截至2019年12月调图 | 60分钟 |
| RE 3       | 莱茵-埃姆舍快线： 杜塞尔多夫总站 － 杜塞尔多夫机场 － 杜伊斯堡总站 － 奥伯豪森总站 － 埃森-旧埃森 － 盖尔森基兴总站 － 万讷-艾克尔总站 － 黑尔讷 － 卡斯特罗普-劳克瑟尔总站 － 多特蒙德-门盖德 － 多特蒙德总站 － 多特蒙德-沙恩霍斯特 － 多特蒙德-库尔 － 卡门-梅特勒 － 卡门 － 诺德别格 － 哈姆 | 60分钟 |
| RE 5 (RRX) | 莱茵快线： 韦瑟尔 － 腓特烈斯费尔德（2小时间隔） － 弗尔德 － 丁斯拉肯 － 奥伯豪森-霍尔滕（2小时间隔） － 奥伯豪森-施泰克拉德 － 奥伯豪森总站 － 杜伊斯堡总站 － 杜塞尔多夫机场 － 杜塞尔多夫总站 － 杜塞尔多夫-本拉特 － 勒沃库森中心 － 科隆-米尔海姆 － 科隆展会/多伊茨 － 科隆总站 － 科隆南 － 布吕尔 － 波恩总站 － 波恩联合国园区 － 波恩-巴特戈德斯贝格 － 雷马根 － 辛齐希 － 巴特布赖西希 － 安德纳赫 － 科布伦茨市中心 － 科布伦茨总站 数据截至2019年6月调图                                                                                              | 60分钟 |
| RE 6 (RRX) | 威斯特法伦快线： 科隆/波恩机场 － 科隆展会/多伊茨 － 科隆总站 － 多尔马根 － 诺伊斯总站 － 杜塞尔多夫总站 － 杜塞尔多夫机场 － 杜伊斯堡总站 － 米尔海姆总站 － 埃森总站 － 瓦滕沙伊德 － 波鸿总站 － 多特蒙德总站 － 卡门 － 哈姆总站 － 希森 － 阿伦 － 诺伊贝库姆 － 厄尔德 － 雷达-维登布吕克 － 居特斯洛总站 － 比勒费尔德总站 － 黑尔福德 － 勒讷 － 巴特恩豪森 － 波尔塔韦斯特法利卡 － 明登 科隆展会/多伊茨仅于清晨时分停靠 数据截至2019年12月调图 | 60分钟 |
| RB 35      | Emscher-Niederrhein-Bahn: Gelsenkirchen Hbf － Essen Zollverein Nord － Essen-Altenessen － Essen-Bergeborbeck － Essen-Dellwig － Oberhausen Hbf － Duisburg Hbf － Duisburg-Hochfeld Süd － Rheinhausen Ost － Rheinhausen － Krefeld-Hohenbudberg Chempark － Krefeld-Uerdingen － Krefeld-Linn － Krefeld-Oppum － Krefeld Hbf － Forsthaus － Anrath － Viersen － Mönchengladbach Hbf Stand: Fahrplanwechsel Dezember 2019 | 60 min |